# کنسول جستجوی بینگ
کنسول جستجوی بینگ یا ابزار وبمستری بینگ (به انگلیسی: Bing Webmaster Tools) یکی از سرویس‌های مهم موتور جستجوگر شرکت مایکروسافت است که بینگ (به انگلیسی: Bing) شناخته می‌شود این سرویس به کاربران خود اجازه می دهده که وب سایت خود را به موتور جستجوگر بینگ اضافه کنند این سرویس همچنین این سرویس همچنین ابزارهایی برای مدیران وب ایجاد کرده برای رفع خزیدن و نمایه سازی وب سایت خود، ایجاد نقشه سایت، ابزار ارسال و مشاهده آمار وب سایت، تثبیت ارسال محتوا و محتوای جدید و منابع جامعه کمک می‌کند.

## امکانات
- مرور سایت‌ها
- آمار خزیدن
- فهرست مطالب
- مدیریت ترافیک
- فیلتر پیشرفته
- ابزار جستجوی کلید واژه
- نقشه‌های سایت